# Stig Valter Schytt
Stig Valter Schytt, né le 17 octobre 1919 à Solna et mort le 30 mars 1985 à Tarfala, est un glaciologue suédois.

## Biographie
Schytt est né à Solna, près de Stockholm, en Suède. Il étudie la physique et les mathématiques à l'Université de Stockholm et obtient un master of Philosophy en 1946, une licence en 1947 et un doctorat en 1958. Il devient maître de conférences en géographie à l'Université de Stockholm en 1943, glaciologue au Comité suédois de l'Antarctique en 1948, chercheur associé à l'Université Northwestern d'Evanston, dans l'Illinois, en 1953 et professeur assistant en géographie à l'Université de Stockholm en 1955. Il rejoint le Conseil suédois de la recherche (Naturvetenskapliga forskningsrådet) en 1963, professeur assistant en 1969 et professeur à partir de 1970. En 1974, il est élu à l'Académie royale des sciences de Suède,. 
Il participe à l'Expédition antarctique norvégo-britannico-suédoise de 1949 à 1952. Il a également pris part à d'importantes expéditions au Canada en 1954, au Groenland en 1954, au Spitzberg en 1956, 1957 et 1958, et à l'île de la Déception en 1977. Schytt est principalement associé à l'expédition Ymer-80 menée par le brise-glace Ymer durant l'été 1980,.
Schytt a initié les études sur le bilan de masse des glaciers de Storglaciären (en), dans la vallée de Tarfala. Commencée en 1945/46, il s'agit de la plus longue étude continue de ce type au monde. Il a promu la station de recherche de Tarfala dès sa création. Il est décédé à la station lors d'une visite hivernale en mars 1985.

## Récompenses et distinctions
Pour son travail sur l'expédition Ymer-80, Valter Schytt reçoit la médaille Vega, la plus haute distinction de la Société suédoise d'anthropologie et de géographie, en 1981. La même année, il reçoit la médaille du patron de la Royal Geographical Society.
Le glacier Schytt en Antarctique a été nommé en son honneur. 